# Объект 279
Объект 279 — советский тяжёлый танк, разработанный в 1957 году в Ленинграде конструкторским бюро во главе с Ж. Я. Котиным. Ведущим конструктором проекта являлся Л. С. Троянов. Танк предназначался для прорыва подготовленной обороны противника и действий на труднопроходимых для обычных танков участках местности.

## Описание конструкции
Танк был спроектирован по классической схеме общей компоновки. Оригинальные конструктивные решения позволили получить наименьший заброневой объём (11,47 м³) среди всех тяжёлых танков. Его корпус имел литую криволинейную форму с тонколистовыми противокумулятивными экранами, дополняя его обводы до вытянутого эллипсоида.

### Броневой корпус и башня
Корпус танка был сварен из четырёх крупных литых броневых элементов криволинейной формы. Толщина лобовой брони корпуса более чем в два раза превышала аналогичный показатель корпуса танка Т-10М и составляла 269 мм. Верхняя лобовая деталь с максимальной толщиной 192 мм была наклонена под углом 60° от вертикали, а бортовые детали толщиной 182 мм — под углом 45°. Максимальная толщина литой башни сферической формы по всему её периметру составляла 305 мм при угле наклона 30°. Снаружи корпус танка и борта башни имели несъёмные тонколистовые противокумулятивные экраны, дополняющие их обводы до вытянутого эллипсоида. Принятая схема бронирования обеспечивала надёжную защиту лобовой части танка и его бортов от 122-мм бронебойного и 90-мм кумулятивного снарядов на всех дальностях стрельбы.

### Вооружение
Вооружение состояло из 130-мм пушки М-65 и спаренного с ней 14,5-мм пулемёта КПВТ. Пушка имела систему продувки канала ствола сжатым воздухом. В боевом отделении были размещены двухплоскостной стабилизатор «Гроза», оптический прицел-дальномер ТПД-2С, ночной прицел ТПН и механизированная укладка снарядов и зарядов с электромеханическим досылателем. Боекомплект пушки состоял из 24 выстрелов раздельно-гильзового заряжания.

### Двигатель
В танке устанавливался 16-цилиндровый Н-образный четырёхтактный дизельный двигатель ДГ-1000 (950 л. с.) или 2ДГ-8М (1000 л. с.) с горизонтальным расположением цилиндров и эжекционной системой охлаждения. Однопоточная гидромеханическая трансмиссия включала двухреакторную комплексную гидропередачу, планетарную коробку передач с тремя степенями свободы и двухступенчатые ПМП. Для изменения скорости движения танка использовались три передачи переднего хода, при этом переключение двух высших передач было автоматизировано.

### Ходовая часть
В ходовой части применялась нерегулируемая гидропневматическая подвеска и ленточный четырёхгусеничный движитель. В состав двигателя входили 4 гусеничные ленты с закрытым металлическим шарниром, 4 ведущих колеса, 4 направляющих колеса, 24 опорных катка малого диаметра и 12 поддерживающих катков.
Подобными по системе жидкостной подвески Объекту 279 являются японский танк Type 74 и шведский Stridsvagn 103.
Ходовая часть была смонтирована на двух продольных пустотелых балках, которые выполняли роль топливных баков. Конструкция гусеничного движителя обеспечивала высокую проходимость по глубокому снегу и заболоченной местности. Она исключала посадку танка на днище при преодолении вертикальных препятствий (надолбы, пни, ежи). Среднее давление на грунт составляло всего 0,6 кгс/см², то есть приближалось к аналогичному параметру лёгкого танка. Это был уникальный образец тяжёлого танка повышенной проходимости.
Благодаря оригинальным техническим решениям ходовая часть этого 60-тонного танка была даже на 0,5 т легче, чем у танка Т-10М. Однако конструкция ходовой части была сложной в эксплуатации и ремонте в полевых условиях, ограничивала возможность уменьшения высоты танка при дальнейшей модернизации и имела большие потери мощности в гусеничном движителе, особенно при движении в распутицу.
Ещё одним серьёзным недостатком четырёхгусеничной ходовой части являлось сопротивление повороту, в 12 раз превосходящее величину для аналогичного танка, выполненного по классической схеме.

### Другие системы
Танк оснащался системами ПАЗ, ППО, ТДА, ОПВТ и системой обогрева боевого отделения. Экипаж состоял из четырёх человек.
В конце 1959 года был построен опытный образец, сборка ещё двух танков не была завершена.

## Итоги проекта
В данный момент (апрель 2024), Объект 279 находится в техническом центре Парка «Патриот» в ангаре «Тяжёлые танки и САУ СССР» в подмосковной Кубинке. Внешний вид Объект 279 почти не изменился, на танке обновлена базовая окраска, на башню добавлен номер объекта «279», а также на башню повесили маскировочную сеть.
В архиве Минобороны РФ остались уникальные киносъёмки ходовых испытаний данного танка.

## В игровой индустрии
- в игре Metal Gear Solid 3: Snake Eater — находится на базе научного комплекса Groznyj Grad, где по сюжету игры американский диверсант Снейк должен отыскать и уничтожить секретный прототип шнекоротного танка «Шагоход». (англ.)
- в игре Tanktastic — Object 279 доступен к покупке любому игроку за игровую валюту, без каких либо дополнительных условий.
- в игре Карибский Кризис: Ледниковый Поход
- в игре War Thunder выдавался в качестве главного приза в марафоне «Космическая гонка» в апреле 2020 года.
- в игре generals zero hour в популярной модификации Rise of the reds встречается вымышленный танк Т-279 "голем" являющийся модификацией объект 279.
- в игре World of Tanks под именем "Об.279 ранний" представлен Объект 726 - более ранний проект танка со схожим с Об.279 строением. В реальности Объект 726 достроен не был, разработка ограничилась созданием гусеничной машины-шасси.
- в игре "Мир Танков" от Lesta Games доступен в качестве танка 11 уровня.
- В мобильной игре MWT:Tank Battles представлен вариант Т-104 BASTION с измененным внешним видом и 152-мм орудием